# Kyboasca trilobata
Kyboasca trilobata är en insektsart som först beskrevs av Delong 1931.  Kyboasca trilobata ingår i släktet Kyboasca och familjen dvärgstritar. Inga underarter finns listade i Catalogue of Life.